# Język gwizdów
Język gwizdów – język przekazujący informację fonemiczną jedynie za pośrednictwem tonu, długości i w mniejszym zakresie – akcentu; wiele cech fonemicznych języka mówionego nie występuje. Z reguły język gwizdów naśladuje brzmienie słów języka mówionego. Języki tego typu są rzadko spotykane, ale występują na wszystkich kontynentach. Ich podstawową funkcją jest porozumiewanie się na duże odległości (1–2, nawet do 5 km) w trudno dostępnym i słabo zaludnionym terenie (regiony górskie lub gospodarka pasterska). Obecnie tylko w zachodniej Afryce języki gwizdów są często używane, na innych kontynentach mają charakter reliktowy lub zanikają, głównie z powodu rozwoju np. telekomunikacji. 
Kanaryjska wyspa La Gomera to jedyne miejsce na świecie, gdzie miejscowy język gwizdów jest obowiązkowo nauczany w szkołach. Czasami języki gwizdów pełnią funkcję języka tajnego, rozumianego tylko przez określoną społeczność.
Języki gwizdów dzielą się na dwie grupy w zależności od tego, czy powstały z języka tonalnego (wówczas nie posiadają akcentu, tylko ton i długość dźwięku), czy z języka akcentowanego dynamicznie (wtedy akcent jest zachowany). 
Zdolność wyrażania znaczeń jest w językach gwizdów ograniczona w porównaniu do języków mówionych, dlatego gwizdane rozmowy składają się przeważnie ze stereotypowych zwrotów i wyrażeń, są przeważnie opisowe i muszą być często powtarzane. Języki gwizdów z grupy języków tonalnych (np. joruba i mazatec) mogą łatwiej wyrażać znaczenia i umożliwiają wszechstronną komunikację.
Języki gwizdów są rozpowszechnione w zachodniej Afryce, głównie wśród narodowości Ewe i Jorubów (które należą do najliczniejszych). Coraz częściej mieszkańcy tego regionu używają języka francuskiego (języka komunikacji interetnicznej) w formie gwizdanej. Z reguły rozmowa zaczyna się z dużej odległości w formie gwizdów, a kiedy rozmówcy zbliżą się do siebie – przybiera formę języka mówionego. 
Do XVI wieku języki gwizdów były powszechnie używane przez pierwotną ludność Wysp Kanaryjskich – Guanczów. Obecnie język gwizdów el silbo przetrwał tylko na wyspie La Gomera, gdzie jest obowiązkowo nauczany w szkołach.
W Europie w przeszłości prawdopodobnie języki gwizdów były bardziej rozpowszechnione. Obecnie zachowały się reliktowo tylko w wiosce Aas we francuskich Pirenejach oraz w greckiej wsi Antia na wyspie Eubea, gdzie język gwizdów używany jest powszechnie także zamiast języka mówionego podczas rozmowy z niewielkiej odległości.

## Występowanie języków gwizdów na świecie
- Ameryka Północna
  - Alaska – Eskimosi Jupik
  - Meksyk – ludy: Amuzgo, Chinantec, Chol, Kickapoo, Mazateco, Nahuatl, Otomi, Tepehua, Totonakowie, Zapotekowie
- Ameryka Południowa
  - Boliwia – lud Siriono
  - Brazylia – lud Pirahã
- Azja
  - Birma – lud Czin
  - Nepal – lud Czepang
- Europa
  - Francja – wieś Aas, Pireneje: język hiszpański
  - Turcja – wieś Kuşköy, zwana "wioską ptaków"
  - Grecja – wieś Antia na wyspie Eubea
  - Wyspy Kanaryjskie (wyspa La Gomera): "Silbo Gomero"
- Zachodnia Afryka: ludy: Bafia, Bape, Birifor, Bobo, Burunsi, Daguri, Diola, Ewe, Fongbe, Marka, Ngwe, Tshi, Ule i inne
- Oceania
  - Nowa Gwinea – ludy: Gasup, Binumarien